# Liobagrus nigricauda
Liobagrus nigricauda es una especie de pez de la familia Amblycipitidae en el orden de los Siluriformes.

## Morfología
Los machos pueden llegar alcanzar los 7,9 cm de longitud total.

## Hábitat
Es un pez de agua dulce y de clima templado.

## Distribución geográfica
Se encuentran en Asia: lago Dian (Yunnan, China).